# Valtiendas
Valtiendas ist ein Ort und eine nordspanische Gemeinde (municipio) mit 77 Einwohnern (Stand: 2024) in der Provinz Segovia in der Autonomen Gemeinschaft Kastilien-León. Neben dem Hauptort Valtiendas gehören die Ortschaften Pecharromán und Caserío de San José zur Gemeinde.

## Lage und Klima
Die Gemeinde Valtiendas liegt etwa 55 km (Fahrtstrecke) nordnordöstlich von Segovia in einer mittleren Höhe von ca. 910 m. Das Klima ist im Winter rau, im Sommer dagegen gemäßigt bis warm; Regen (ca. 499 mm/Jahr) fällt übers Jahr verteilt.

## Bevölkerungsentwicklung
| Jahr      | 1970 | 1981 | 1991 | 2001 | 2011 | 2021 |
| Einwohner | 536  | 310  | 219  | 171  | 129  | 79   |

## Sehenswürdigkeiten
- Kirche Mariä Himmelfahrt in Valtiendas
- Andreaskirche in Pecharromán
- Marienkirche in Pecharromán

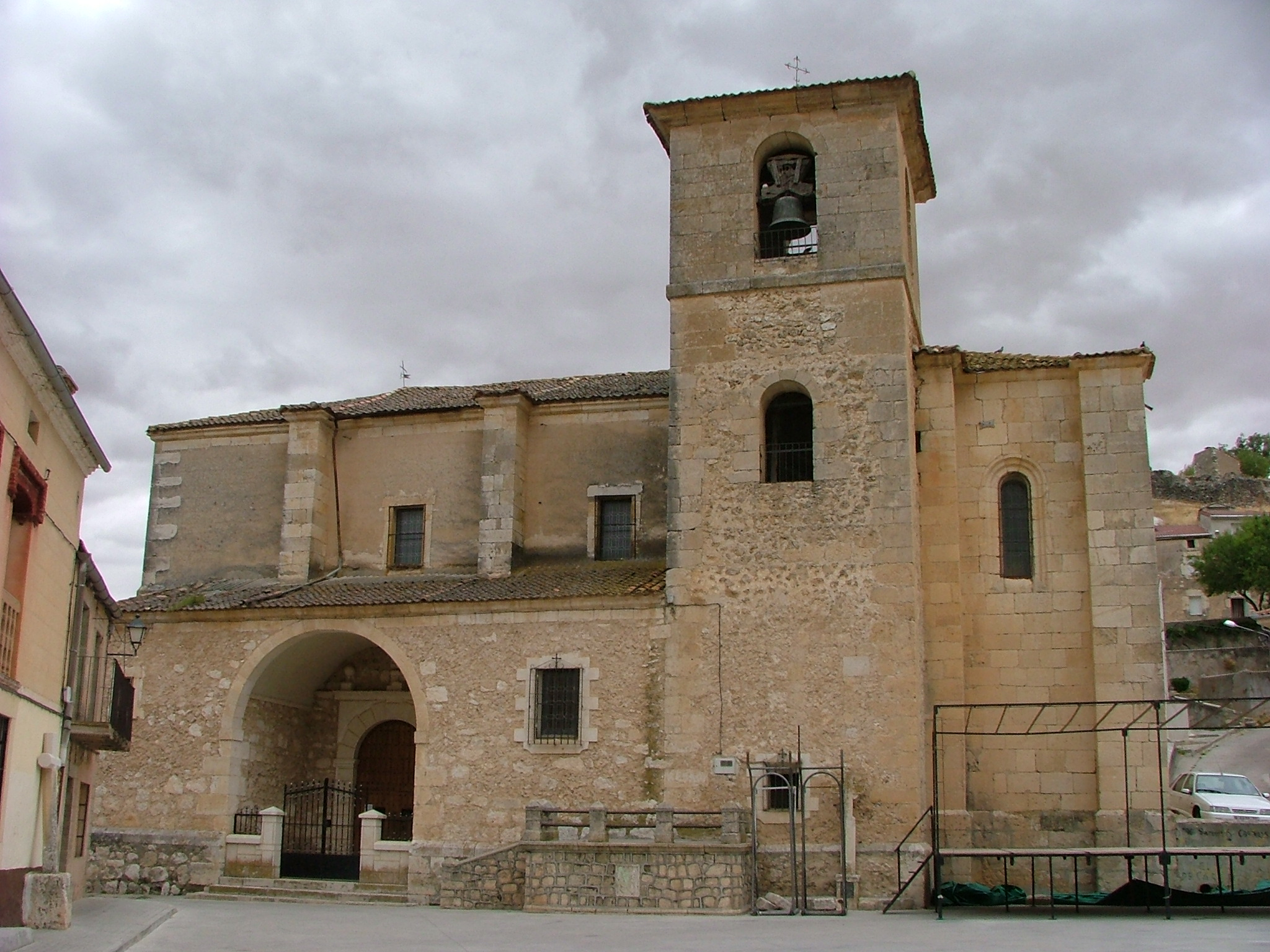
Kirche Mariä Himmelfahrt
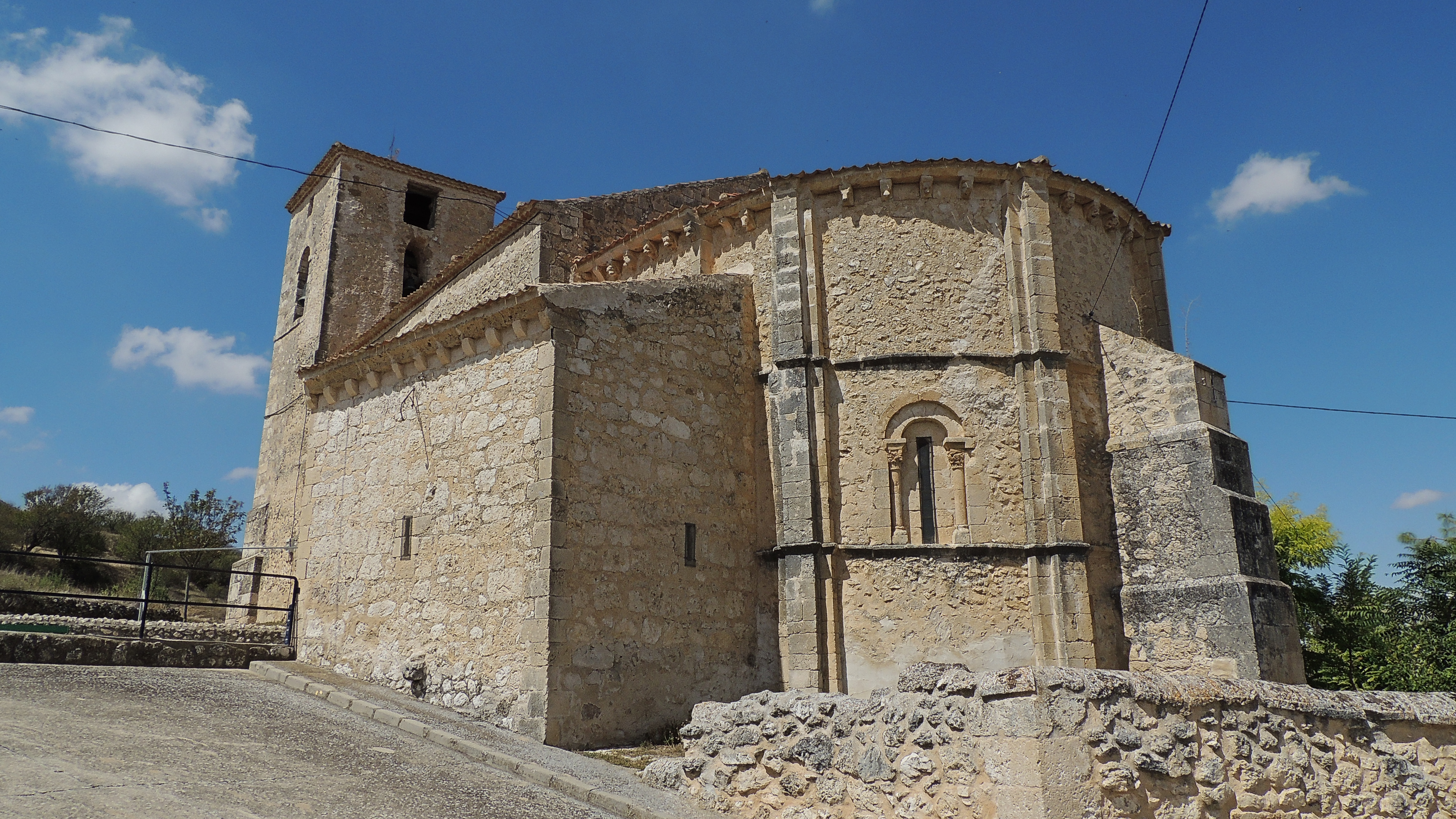
Andreaskirche
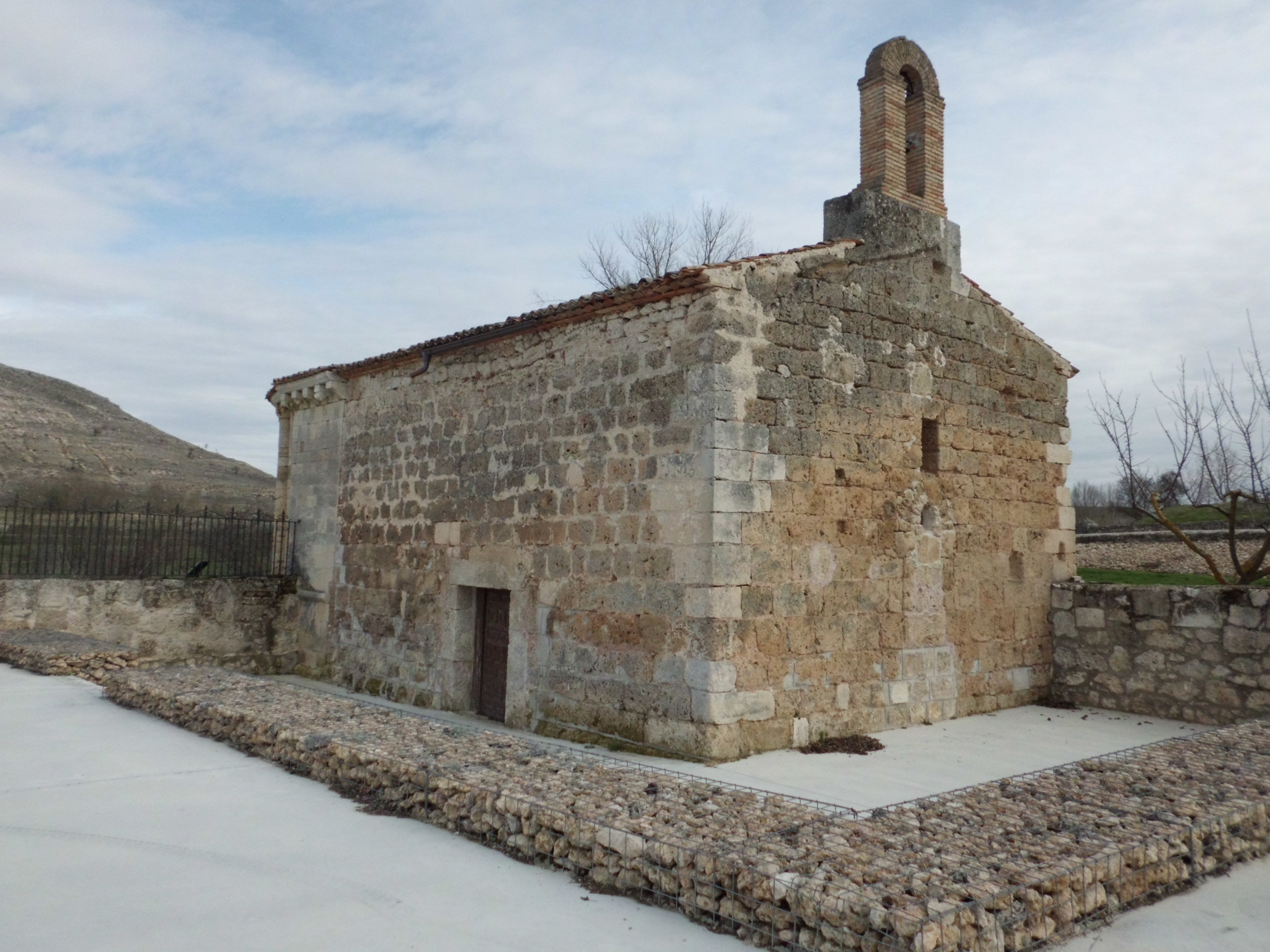
Marienkirche